# Opération Hailstone
Seconde Guerre mondiale
Guerre du Pacifique
Batailles
Campagne des îles Gilbert et Marshall
- Raid sur les îles Gilbert et Marshall
- Raid de Makin
- Tarawa
- Makin
- Kwajalein
- Raid sur Truk
- Eniwetok

Japon :
- Raid de Doolittle
- Bombardements stratégiques sur le Japon (Tokyo
- Yokosuka
- Kure
- Hiroshima et Nagasaki)
- Raids aériens japonais des îles Mariannes
- Campagne des archipels Ogasawara et Ryūkyū
- Opération Famine
- Bombardements navals alliés sur le Japon
- Baie de Sagami
- Invasion de Sakhaline
- Invasion des îles Kouriles
- Opération Downfall
- Reddition du Japon

Pacifique central :
- Pearl Harbor
- Guam (1941)
- Wake
- Raid sur les îles Gilbert et Marshall
- Opération K
- Midway
- Opération RY
- Campagne des îles Gilbert et Marshall
- Campagne des îles Mariannes et Palaos
- Campagne des archipels Ogasawara et Ryūkyū
- Opération Inmate

Pacifique du sud-ouest :
- Nauru
- Invasion des Philippines (1941-42)
- Invasion des Indes orientales néerlandaises
- Opérations de l'Axe dans les eaux australiennes
- Raids aériens japonais sur l'Australie (1942-43)
- Opération Ke
- Campagne des îles Salomon
- Campagne de Nouvelle-Guinée
- Campagne des Philippines
- Campagne de Bornéo (1945)

Asie du sud-est :
- Invasion de l'Indochine (1940)
- Océan Indien (1940-45)
- Guerre franco-thaïlandaise
- Invasion de la Thaïlande
- Campagne de Malaisie
- Hong Kong
- Singapour
- Campagne de Birmanie
- Opération Kita
- Indochine (1945)
- Détroit de Malacca
- Opération Jurist
- Opération Tiderace
- Opération Zipper
- Bombardements stratégiques (1944-45)

Guerre sino-japonaise
Front d'Europe de l’Ouest
Front d'Europe de l’Est
Bataille de l'Atlantique
Campagnes d'Afrique, du Moyen-Orient et de Méditerranée
Théâtre américain
L'opération Hailstone (en japonais : トラック島空襲 : Torakku-tō Kūshū, litt. « Le raid aérien sur l'île de Truk ») est une attaque aéronavale massive lancée lors de la Seconde Guerre mondiale, les 17 et 18 février 1944, par la marine américaine contre la base aéro-navale  japonaise de Truk dans les îles Carolines, un territoire japonais d'avant-guerre.

## Contexte
Truk a été une importante base japonaise logistique et opérationnelle pour la Flotte combinée de la Marine impériale japonaise. Certains[Qui ?] l'ont décrit comme l'équivalent japonais de Pearl Harbor pour la marine américaine. L'atoll était la seule base aérienne japonaise majeure à portée des îles Marshall et une source importante d'approvisionnement pour les garnisons japonaises situées dans les îles et atolls du Pacifique centre et sud.
Pour assurer une supériorité aérienne et navale préalablement à l'invasion d'Eniwetok, le vice-amiral Raymond Spruance ordonna une attaque contre Truk. La Task Force 58 du vice-amiral Marc A. Mitscher disposait de cinq porte-avions d'escadre, USS Enterprise , Yorktown, Essex, Intrepid et Bunker Hill et de quatre porte-avions légers, USS Belleau Wood, Cabot, Monterey, et Cowpens, embarquant plus de 500 avions. Une flotte importante de sept cuirassés, de nombreux croiseurs, destroyers, sous-marins et autres navires de soutien soutenait les porte-avions.
Craignant que la base devienne trop vulnérable, les Japonais avaient déplacé, une semaine auparavant, leurs porte-avions, cuirassés, et croiseurs lourds de la Flotte combinée à Palau. Toutefois, de nombreux navires de guerre plus petits et des navires marchands étaient restés au mouillage à proximité.

## L'attaque
L'attaque américaine impliquait une combinaison de frappes, d'actions de navires de surface, et d'attaques sous-marines sur deux jours ; elle sembla prendre les Japonais complètement par surprise. Plusieurs attaques de jour avec des frappes aériennes de nuit (première attaque de bombardement de nuit au radar), utilisant des chasseurs, des bombardiers en piqué, et des avions torpilleurs dans des attaques sur les aérodromes japonais, les avions, les installations terrestres, et les navires à l'ancrage à Truk et autour furent exécutées. Un groupe de navires de surface et de sous-marins américains surveillait les voies possibles de sortie du mouillage de l'île, prêts à attaquer les navires qui essaieraient de se soustraire aux frappes aériennes.
Au total, furent coulés trois croiseurs légers japonais (l’Agano, le Katori et le Naka), quatre destroyers (l’Oite, le Fumizuki, le Maikaze et le Tachikaze), trois croiseurs auxiliaires (l’Akagi Maru, l’Aikoku Maru, le Kiyosumi Maru), deux ravitailleurs de sous-marins  (l’Heian Maru, le Rio de Janeiro Maru), trois autres navires de guerre plus petits (dont les chasseurs de sous-marins Ch-24 et Shonon Maru 15), le transport d'avions Fujikawa Maru, et 32 navires marchands.
Certains de ces navires furent détruits à l'ancre et d'autres dans les environs du lagon de Truk. Beaucoup de navires marchands étaient chargés de renforts et de ravitaillement destinés aux garnisons japonaises dans la zone centrale du Pacifique. Très peu de troupes à bord des navires coulés survécurent et peu de leurs cargaisons furent récupérées.

## Filmographie
- Opération massive sur l'atoll de Truk (version fr. « Hammer of Hell »), épisode 7 de la série USS Enterprise ; chroniques d'un porte-avions (version fr. de « Battle 360' »), The History Channel, 2008.
- Truk lagoon, le grand cimetière sous la mer, documentaire TV de Dominique Martial, France, 2018, 40 min
- Chuuk au coeur des vestiges de l'histoire, documentaire TV de Dominique Martial, France, 2018, 40 min